# Ministerie van Arbeid en Sociale Zaken (Polen)

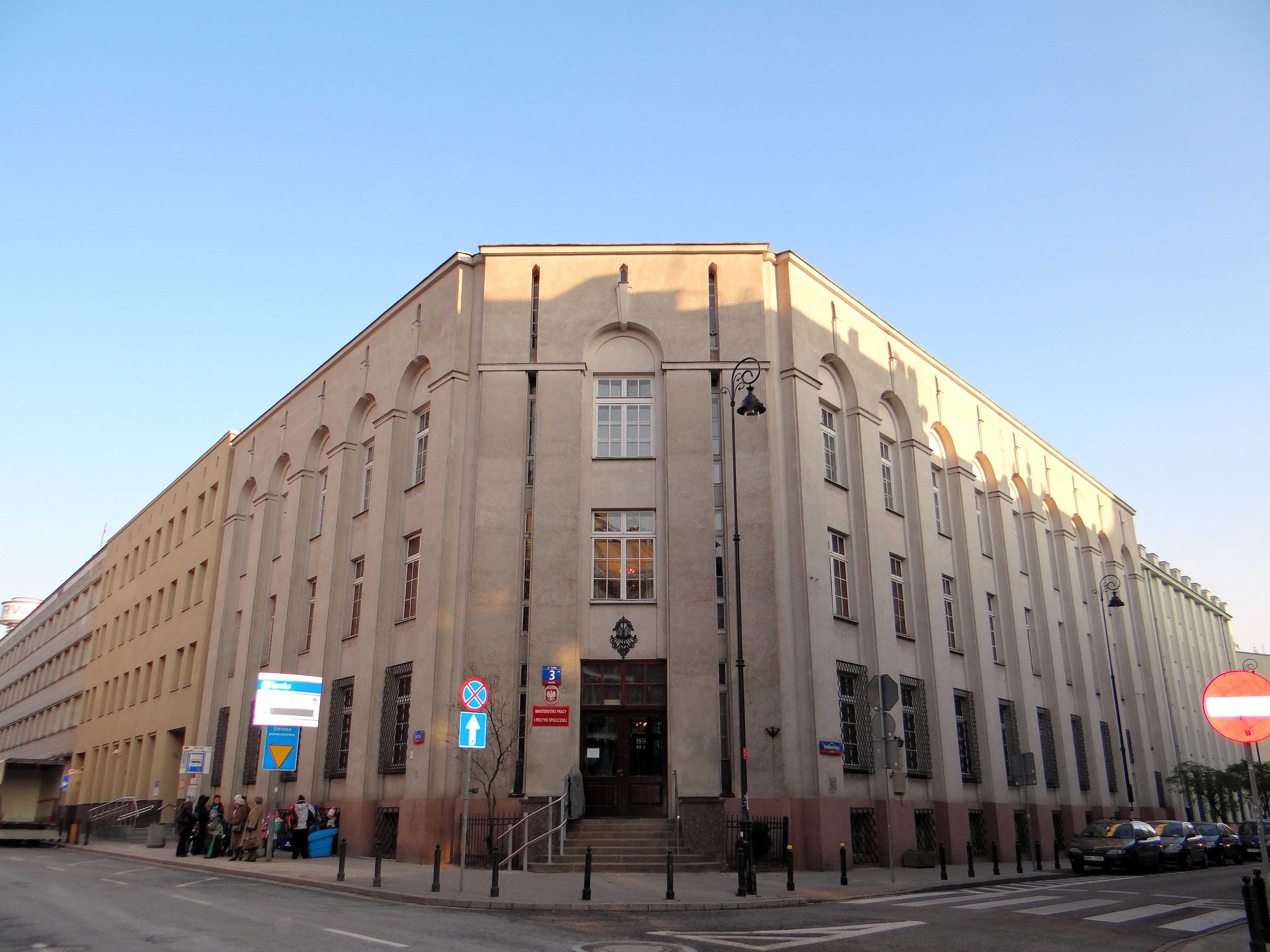
Het Ministerie van Arbeid en Sociale Zaken tot 2003 aan ul. Tamka 3 te Warschau

Het Ministerie van Arbeid en Sociale Zaken (Pools: Ministerstwo Pracy i Polityki Społecznej) is een ministerie van de Poolse overheid. Het bestaat in zijn huidige vorm sinds 31 oktober 2005.
In de jaren 1987-1999 heette het ministerie in het Pools Ministerstwo Pracy i Polityki Socjalnej. In 1999 werd het omgedoopt tot Ministerstwo Pracy i Polityki Społecznej; beide namen kunnen in het Nederlands worden vertaald als "Ministerie van Arbeid en Sociale Zaken". Op 6 januari 2003 werd dit ministerie opgeheven om op te gaan in het Ministerie van Economie, Arbeid en Sociale Zaken. Op 2 mei 2004 werd dit ministerie door het eerste kabinet van Marek Belka opgesplitst in een Ministerie van Economie en Arbeid en een Ministerie van Sociale Zaken. Op 31 oktober 2005 voerde het kabinet van Kazimierz Marcinkiewicz een nieuwe reorganisatie door, waarbij het huidige ministerie tot stand kwam.
Het ministerie is onder meer belast met het toezicht op het Poolse Instituut voor Sociale Verzekeringen (ZUS).

## Ministers sinds 1989
Ministers van Arbeid en Sociale Zaken (Ministrowie Pracy i Polityki Socjalnej)
- Jacek Kuroń (Solidarność) (12 september 1989 - 14 december 1990)
- Michał Boni (KLD) (12 januari 1991 - 5 december 1991)
- Jerzy Kropiwnicki (ZChN) (23 december 1991 - 5 juni 1992)
- Jacek Kuroń (UD) (11 juli 1992 - 26 oktober 1993)
- Leszek Miller (SdRP) (26 oktober 1993 - 7 februari 1996)
- Andrzej Bączkowski (partijloos) (7 februari 1996 - 7 november 1996)
- Tadeusz Zieliński (partijloos) (3 januari 1997 - 17 oktober 1997)
- Longin Komołowski (AWS) (31 oktober 1997 - 19 oktober 1999)

Ministers van Arbeid en Sociale Zaken (Ministrowie Pracy i Polityki Społecznej)
- Longin Komołowski (AWS) (19 oktober 1999 - 21 oktober 2001)
- Jerzy Hausner (SLD) (19 oktober 2001 - 7 januari 2003)

Ministers van Sociale Zaken (Ministrowie Polityki Społecznej)
- Krzysztof Pater (SLD) (2 mei 2004 - 24 november 2004)
- Izabela Jaruga-Nowacka (UP, later UL III RP) (24 november 2004 - 31 oktober 2005)

Ministers van Arbeid en Sociale Zaken (Ministrowie Pracy i Polityki Społecznej)
- Krzysztof Michałkiewicz (PiS) (31 oktober 2005 - 5 mei 2006)
- Anna Kalata (Samoobrona) (5 mei 2006 - 13 augustus 2007)
- Joanna Kluzik-Rostkowska (PiS) (13 augustus 2007 - 16 november 2007)
- Jolanta Fedak (PSL) (16 november 2007 - 18 november 2011)
- Władysław Kosiniak-Kamysz (PSL) (18 november 2011 - 16 november 2015)

Ministers van Familiezaken, Arbeid en Sociale Zaken (Ministrowie Rodziny, Pracy i Polityki Społecznej)
- Elżbieta Rafalska (PiS) (16 november 2015 - 4 juni 2019)
- Bożena Borys-Szopa (PiS) (4 juni 2019 - 15 november 2023)
- Marlena Maląg (PiS) (15 november 2023 - 27 november 2023)
- Dorota Bojemska (partijloos) (27 november 2023 - 13 december 2023)
- Agnieszka Dziemanowicz-Bąk (Nieuw Links) (13 december 2023 - heden)